# 리사 헤이던
리사 헤이던(Lisa Haydon, 1986년 7월 17일 ~ )은 인도의 모델, 배우이다.

## 같이 보기
- 인도 영화 배우 목록